# Roca Alta (Gavet de la Conca)
La Roca Alta és una muntanya de 1.437 m d'altitud al Montsec de Rúbies, termenal entre Gavet de la Conca (antic terme de Sant Salvador de Toló) i Vilanova de Meià. Justament a la Roca Alta el termenal entre els dos municipis -i les comarques respectives- marca un angle recte, de nord-est a nord-oest.
La Roca Alta és, pràcticament, el cim de més a llevant del Montsec de Rúbies. Queda just al sud de l'Hostal Roig.